# Banggarla jezik
Banggarla jezik (ISO 639-3: bjb; bahanga-la, bangala, banggala, barngarla, bungeha, bungela, kortabina, pakarla, pangkala, pankalla, parnkala, parnkalla, punkalla), australski jezik porodice pama-nyunga, koji se nekada govorio u državi Južna Australija.
Zajedno s jezicima guyani [gvy], nugunu [nnv] i jedinim preživjelim adnyamathanha [adt], činio je podskupinu yura, dio šire jugozapadne pama-nyunga skupine.

## Vanjske poveznice
- Ghil'ad Zuckermann (2018), Dictionary of the Barngarla Aboriginal Language  Arhivirana inačica izvorne stranice od 16. kolovoza 2020. (Wayback Machine).
- Barngarlidhi Manoo (Speaking Barngarla Together). Barngarla Language Advisory Committee. Australia. 2019 
 Barngarlidhi Manoo II
- Ethnologue (14th)
- Ethnologue (15th)